# Bubi Chen
Bubi Chen (* 9. Februar 1938 in Surabaya, Java; † 16. Februar 2012 in Semarang, Java) war ein indonesischer Musiker des Modern Jazz (Piano, Bandleader, Komposition).

## Leben
Chen, dessen Vater Violine spielte, erhielt ab dem vierten Lebensjahr bei europäischen Lehrern, die auf Java lebten, Klavierunterricht. Siebzehnjährig belegte er einen Kompositionskurs an der Wesco School of Music, wo Teddy Wilson einer der Lehrer war. In diesem Alter spielte er mit seinen älteren Brüdern Jopie und Teddy in einer Band; auch begann er selbst, Klavierstunden zu geben. Wenige Jahre später bildete er eine Gruppe mit Gitarrist Jack Lesmana, mit der er 1959 auch erste Aufnahmen einspielte. Diese wurden bei Voice of America präsentiert, wodurch er internationale Bekanntheit erlangte. Der Down Beat würdigte ihn beispielsweise als „Art Tatum des Ostens“. Gemeinsam mit Lesmana, Maryono, Kiboud Maulana, Benny Mustafa und seinem Bruder Jopie Chen gehörte er zu den Indonesian All Stars, die zunächst auf der New Yorker Weltausstellung 1964/65 und gemeinsam mit Tony Scott, mit dem sie bereits in Indonesien gespielt hatten, auf den Berliner Jazztagen 1967 auftraten. Das dabei entstandene Album Djanger Bali, das teilweise auf Themen der Gamelanmusik beruht, ist ein frühes Beispiel eines World Jazz. Er spielte auch mit Jeremy Montero. 1992 trat Chen mit den Indonesian All Stars auf dem North Sea Jazz Festival auf. Zuletzt interpretierte Chen vorrangig die Standards des Great American Songbook in einem Easy-Listening-Stil.

## Diskographisches Wirken
- Bubi Chen & Kwartet (Lokananta, 1959)
- Indonesian All Stars Djanger Bali (SABA, 1967)
- Lagu Untukmu (Irama)
- Bubi Chen and His Fabulous 5 (Irama)
- Bubi Chen with Strings Bila 'Ku Ingat (Irama)
- Margie Segers - Bubi Chen Terpikat (Hidayat, 1975)
- Mengapa Kau Menangis (Irama Tara)
- Just Jazz (Virgo Ramayana)
- Bubi Chen Plays Soft and Easy (Atlantic Records, 1977)
- Musik Santai (Atlantic Records)
- Jazz Meeting Vol.1 - Recoding Live In Bandung (Hidayat)
- Rien Djamain & Jack Lesmana Combo Telah Berlalu
- Selembut Kain Sutera (Hidayat)
- Kau Dan Aku (Hidayat)
- Bubi Di Amerika (Hidayat)
- Kedamaian (Hidayat, 1989)
- Bubby Chen and his Friends (Bulletin, 1990)
- Virtuoso (Legend Records, 1995)
- Jazz the Two of Us (Legend Records, 1996)
- Nice 'n Easy - My Way (Legend Records, 1997)
- A.S.I.C. Australia Singapore Indonesia Connection (Legend Records, 1998)
- Wonderful World (Sangaji Music)
- Best of Me (Platinum, 2007)
- Buaian Asmara (DeMajors, 2007)